# Archaeoindris fontoynontii
Archaeoindris és un gènere extint de primat que visqué fins fa uns 1.000 anys a l'illa de Madagascar. Assolia un pes d'entre 160 i 200 quilograms, més o menys la mida d'un goril·la mascle adult, de manera que és l'estrepsirrinis més gran conegut. El gènere inclou una única espècie, Archaeoindris fontoynontii.